# الكسندر سميث كوشران
الكسندر سميث كوشران (بالإنجليزية: Alexander Smith Cochran)‏ هو نجم اجتماعي أمريكي، ولد في 1874، وتوفي في 1929.